# La Voiture embourbée
La Voiture embourbée est un roman publié en 1714 par Pierre Carlet de Chamblain de Marivaux, écrivain français du XVIIIe siècle.

## L’histoire
L’histoire commence par un voyage, jusqu’au moment où un accident de carrosse condamne les voyageurs à passer la nuit dans une auberge. Ils décident alors de se raconter une histoire que chacun devra poursuivre à tour de rôle, au gré de son imagination.
Proche des Mille et une nuits, l’originalité du texte consiste à explorer les thèmes du vrai et du vraisemblable et à faire de la liberté d’imagination son principe structurant.